# 棕榈公馆站
棕榈公馆站是一座布拉格地铁B线的地铁站。“Palmovka”是一个18世纪捷克地主的姓，意为“棕榈”，“Palmovka”在捷克语中的字面意思是“棕榈公馆”。